# Alton Welton
 Alton Roy Welton  (ur. 11 marca 1886 w Methuen, zm. 9 listopada 1958 w Santa Ana) – amerykański lekkoatleta, uczestnik igrzysk olimpijskich w Londynie 1908 r.

## Występy na igrzyskach olimpijskich
Welton wystartował tylko raz na igrzyskach olimpijskich w 1908 r. Wziął udział w maratonie. Zmagania biegaczy miały miejsce 24 lipca. Welton przebiegł dystans 42,195 km w czasie 2:59:44,4 h i zajął 4. miejsce.